# 광수중학교
광수중학교(廣水中學校)는 대한민국 경기도 광주시 퇴촌면 도수리에 있는 공립 중학교이다.

## 학교 연혁
- 1961년 2월 28일 : 광주중학교 분원분교
- 1964년 1월 9일 : 광주중학교 광수분교
- 1966년 12월 13일 : 광수중학교 독립인가(9학급)
- 1967년 4월 1일 : 초대 홍순길 교장 취임
- 2002년 6월 20일 : 3층 교사 증축 완공
- 2005년 6월 30일 : 다목적실 신축 완공
- 2009년 9월 1일 : 교원능력개발평가 시범학교 운영
- 2012년 9월 1일 : 혁신학교 예비지정교 운영
- 2013년 3월 1일 : 혁신학교 지정
- 2023년 9월 1일 : 제22대 이정환 공모교장 취임

## 참고 자료
- 광수중학교 - 한국교육학술정보원 학교알리미